# 대서양연어
대서양연어(Atlantic salmon)는 연어목 연어과의 바닷물고기이다.

## 특징

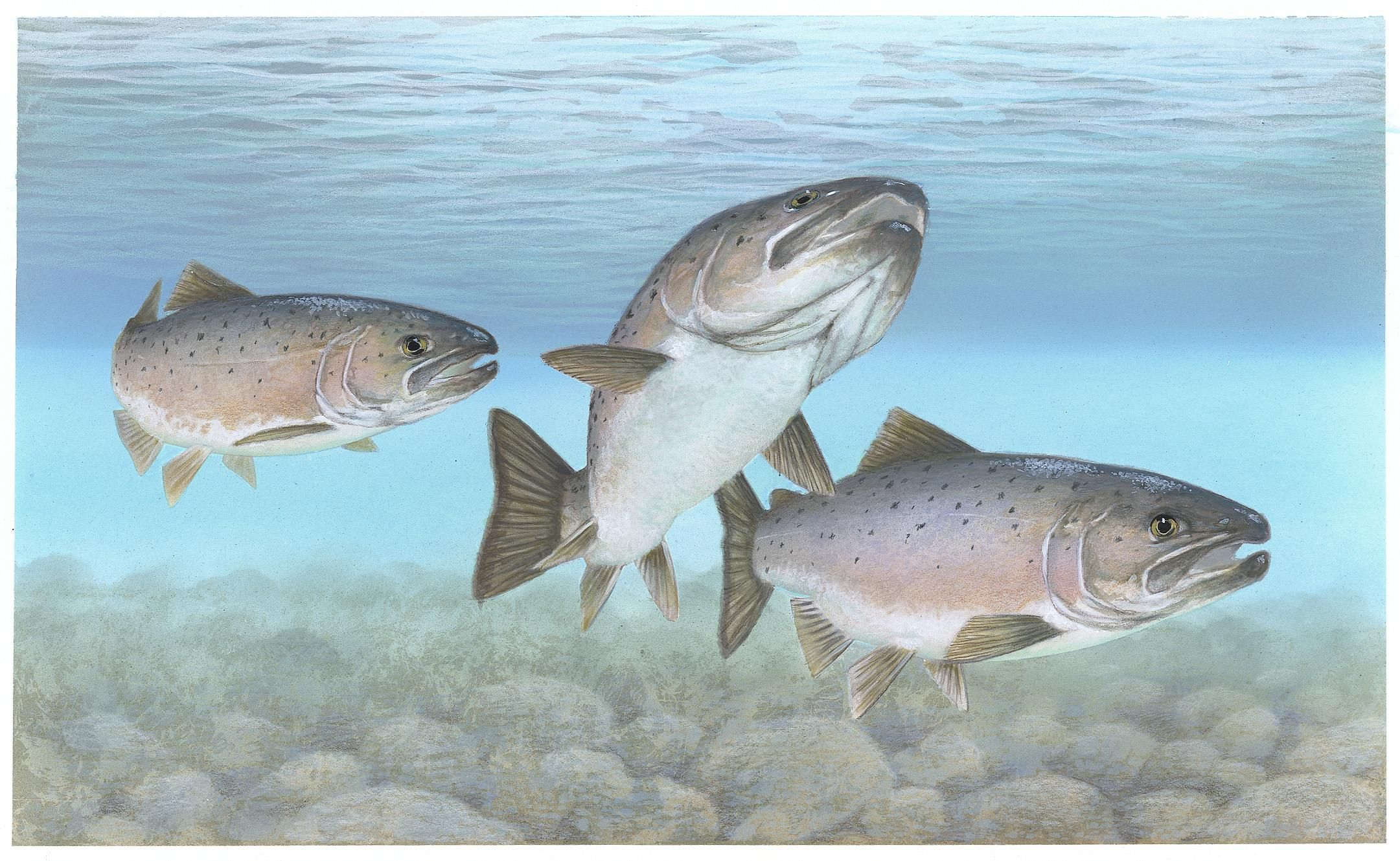

이 물고기의 평균 몸 길이는 71~76cm이고 몸무게는 3.6~5.4kg이다. 그러나 표본은 훨씬 더 클수있다.
새끼 대서양연어의 몸색깔은 성체의 몸색깔과 다르다. 그들이 민물에 사는동안, 파란색과 붉은 반점이 있다. 비록 꼬리지느러미는 얼룩이 거의 없지만, 성체를 식별하는 가장 쉬운 방법은 주로 측면 줄 위의 검은 반점이다. 그들이 번식할때, 수컷은 약간 녹색 또는 빨간색으로 착색된다. 연어의 몸은 방추형이고, 이빨이 잘 발달되어 있다. 모든 지느러미는 지방을 저장하고, 블랙으로 경계하고 있다.

## 같이 보기
- 연어 (음식)

## 참조
- 대서양연어 NOAA FishWatch. 2012년 11월 4일.